# Stephen R. Leone
Stephen Robert Leone (* 19. Mai 1948 in New York City) ist ein US-amerikanischer Physikochemiker.
Leone studierte Chemie an der Northwestern University mit dem Bachelor-Abschluss 1970 und wurde 1974 an der University of California, Berkeley, in Physikalischer Chemie bei C. Bradley Moore mit der Arbeit Tunable-laser, state-selected photochemistry and energy transfer promoviert. 1974 bis 1976 war er Assistant Professor an der University of Southern California und ab 1976 Forschungsphysiker und Professor beim National Institute of Standards and Technology (NIST). 1978 wurde er Fellow des Joint Institute for Laboratory Astrophysics (JILA) in Boulder und 1986 Fellow des NIST. Ab 1982 war er Adjunt Professor an der University of Colorado at Boulder. 2002 wurde er Professor für Chemie und Physik an der University of California, Berkeley. Er ist Direktor der Chemical Dynamics Beamline an der Advanced Light Source im Lawrence Berkeley National Laboratory.
Er befasst sich mit Laserspektroskopie für die Klärung der Femto- und Attosekunden-Dynamik von Molekülen (und chemischen Reaktionen) und Festkörpern (Metalle, Halbleiter).
2005 erhielt er den  Peter Debye Award und 2011 den Irving Langmuir Award. 1984 erhielt er den Coblentz Award in Spectroscopy, 1989 den Herbert-P.-Broida-Preis der American Physical Society, 1992 den Samuel Wesley Stratton Award des NIST, 1982 den American Chemical Society Award in Pure Chemistry, 2010 die Polanyi Medal der Sektion Gaskinetik der Royal Society of Chemistry und 1994 die Bourke Medal der Faraday Division der Royal Society of Chemistry. Er ist Mitglied der American Association for the Advancement of Science, der American Academy of Arts and Sciences und der National Academy of Sciences (1995) und Fellow der American Physical Society und der Japan Society for the Promotion of Science. 1988 wurde er Guggenheim Fellow und 1977 Sloan Research Fellow.
1990 war er Miller Gastprofessor in Berkeley und er war Gastprofessor in Taiwan. 2009 war er Belkin Gastprofessor am Weizmann-Institut.